# Riksdagen 1594
Riksdagen 1594 ägde rum i Uppsala.
Efter att Johan III avlidit 17 november 1592 så efterträddes han av sin son Sigismund, som redan 1587 blivit krönt till Polens kung och storfurste av Litauen.
Riksdagen började 1 februari 1594 när Sigismund anlänt till Uppsala. Mötet fortsatte med förhandlingar, utifrån försäkringen att Sverige skulle förbli evangelisk-lutherskt, enligt vad som beslutats i Uppsala möte året innan, fast kungen var katolik. Kungens begäran att några kyrkor skulle upplåtas åt katoliker avslogs. Den 16 februari gav så kungen en försäkran att regera i enlighet med Uppsala mötes beslut. Den 19 februari genomfördes kröningen.
Riksdagen avslutades den 21 februari 1594.